# Fläckpannad eufonia
Fläckpannad eufonia (Euphonia imitans) är en fågel i familjen finkar inom ordningen tättingar.

## Utseende
Fläckpannad eufonia är en mycket liten fink. Hanen har mörkt stålblå ovansida, mörk strupe och gult på buken och hjässan. Fläckarna på hjässans baksida som gett arten dess namn kan vara mycket svåra att se i fält. Jämfört med liknande gulkronad eufonia är det gula begränsat till främre delen av hjässan. Buskeufonian är mycket lik, men utbredningsområdet överlappar inte. Honan är mer distinkt än hanen eftersom inga andra eufonior i dess utbredningsområde har rostbrunt på buk och hjässa.

## Utbredning och systematik
Fågeln förekommer i fuktiga områden i sydvästra Costa Rica och västra Panama. Den behandlas som monotypisk, det vill säga att den inte delas in i några underarter.

### Familjetillhörighet
Tidigare behandlades släktena Euphonia och Chlorophonia som tangaror, men DNA-studier visar att de tillhör familjen finkar, där de tillsammans är systergrupp till alla övriga finkar bortsett från släktet Fringilla.

## Levnadssätt
Fläckpannad eufonia hittas i låglänta skogar och skogsbryn upp till 1300 meters höjd. Där ses den i par eller smågrupper.

## Status
Arten har ett begränsat utbredningsområde och tros minska i antal. Den anses dock inte vara hotad. Internationella naturvårdsunionen IUCN kategoriserar arten som livskraftig. Beståndet uppskattas till i storleksordningen 50 000 till en halv miljon vuxna individer.